# Jost Hänzenberger

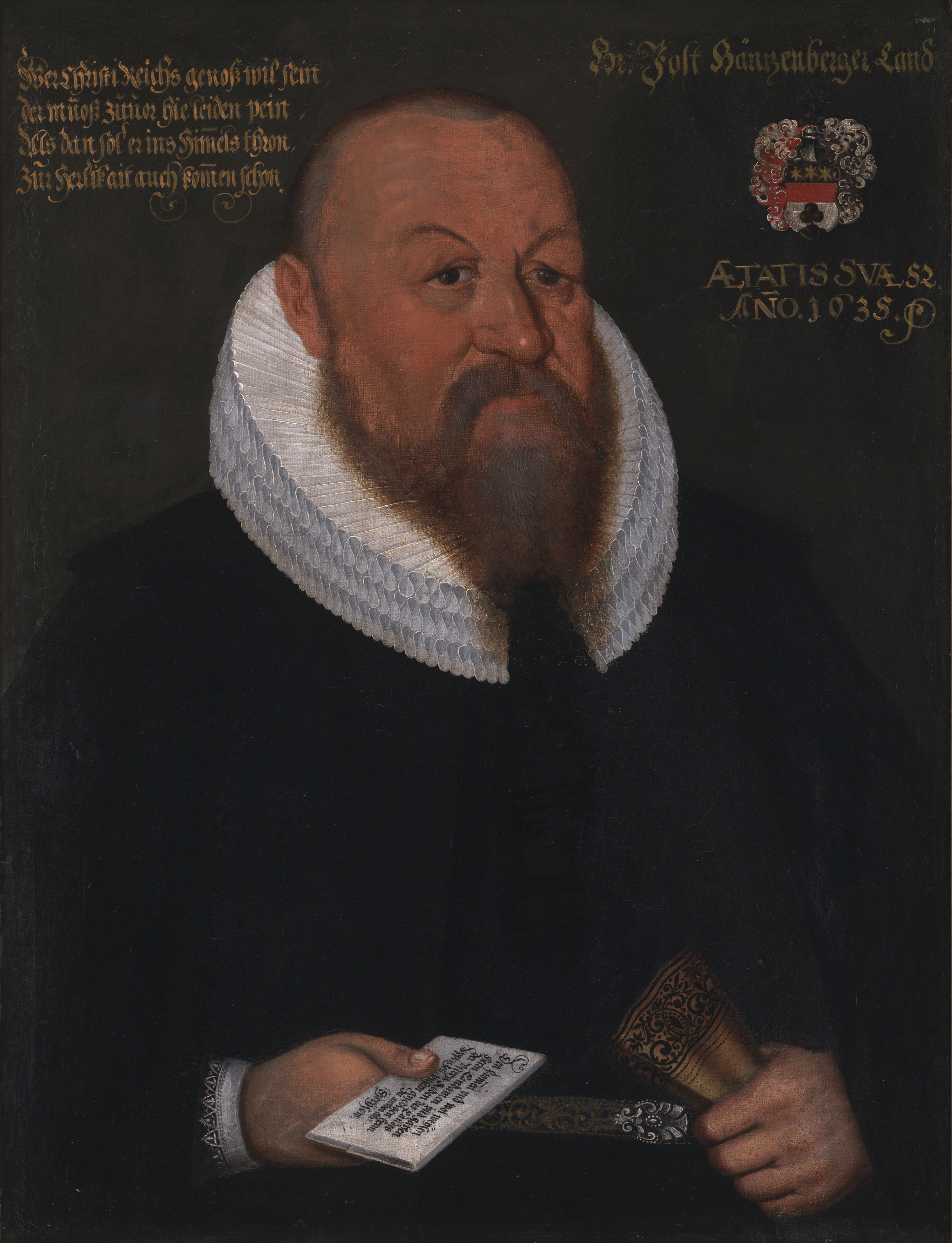
Jost Hänzenberger, 5. Landammann von Appenzell Ausserrhoden 1631–1635

Jost Hänzenberger (* 4. September 1583; † 1635 in Herisau; heimatberechtigt in Herisau) war ein Schweizer Landesstatthalter, Landammann und Tagsatzungsgesandter aus dem Kanton Appenzell Ausserrhoden.

## Leben
Jost Hänzenberger war ein Sohn von Ulrich Hänzenberger. Er heiratete Verena Meyer, Tochter von Gorius Meyer.
1612 war Jost Hänzenberger Fächter (Eichmeister) des Landes Appenzell Ausserrhoden. 1616 arbeitete er als Kirchhöri-Baumeister und Verwalter des Armenleuten-Seckels in Herisau. 1617 war er Beauftragter des Landes Appenzell Ausserrhoden für den Ankauf von Getreidevorräten. 1620 und erneut von 1623 bis 1630 diente er als Landesstatthalter. Ab 1622 bis 1633 war Jost Hänzenberger 14 Mal Tagsatzungsgesandter. Von 1631 bis 1635 amtierte er als Landammann. Noch als Landesstatthalter konnte er 1629 bis 1630 im sogenannten Schillinggeldhandel gegen erhebliche Widerstände die Reform des Hypothekarwesens durchsetzen. Dies ebnete ihm den Weg zum Landammannamt. Sein Todesdatum ist unklar. Er verstarb vermutlich 1635 an der Pest.